# Iberis sempervirens
Iberis sempervirens, canasta de plata, es una especie de planta perteneciente a la familia Brassicaceae que es usada como planta ornamental. 

## Ubicación geográfica
Crece en el Mediterráneo (norte de África, Siria, Turquía, Albania, Grecia, Creta, Italia, España, Francia y antigua Yugoslavia).

## Descripción
Es un subarbusto perennifolio, bajo y extenso. Presenta estrechas hojas verde oscuro y cabezuelas densas y redondeadas de flores blancas sin aroma en primavera e inicio de verano. Resiste a las heladas y alcanza 15-30 cm de alto con una extensión de 45-60 cm.